# Trachyscorpio squarrosus
Genre
Espèce
Trachyscorpio squarrosus, unique représentant du genre Trachyscorpio, est une espèce fossile de scorpions de la famille des Eoscorpiidae.

## Répartition
Cette espèce a été découverte à Fouldon en Écosse. Elle date du Carbonifère.

## Publication originale
- (en) Kjellesvig-Waering, « A restudy of the fossil Scorpionida of the world », Palaeontographica Americana, 1986, vol. 55, p. 5-287.